# Орлов, Юрий Леонидович
Юрий Леонидович Орлов (1926—1980) — советский учёный-минералог, крупнейший специалист в области минералогии алмаза, драгоценных камней и музейного дела, директор Минералогического музея имени А. Е. Ферсмана (1976—1980), лауреат премии имени А. Е. Ферсмана (1967).

## Биография
Родился в Москве 4 февраля 1926 года в семье служащего.
В детстве увлекался музыкой, окончил музыкальную школу и училище по классу аккордеона. В годы войны семья была эвакуирована в Уфу, где учился в уфимском музыкальном училище. После возвращения из эвакуации в 1943 году учился в музыкальной школе десятилетке при московской Консерватории. Затем был принят сразу на 4 курс музыкального училища при Консерватории, которое окончил в 1945 году.
По совету отца в 1945 году поступил, и в 1950 году окончил Институт цветных металлов и золота имени М. И. Калинина. После окончания ВУЗа работал по распределению в геологических партиях до 1955 года.
С 1953 году — занимается научными исследованиям, на основе собранного уникального фактического материала по минералогии уральских алмазов.
В 1956 году — защитил кандидатскую диссертацию, посвященную изучению включений в уральских алмазах и генезису округлых форм кристаллов этого минерала (научный руководитель — директор Минералогического музея имени А. Е. Ферсмана профессор Г. П. Барсанов).
В мае 1956 года был принят на работу в Минералогический музей имени А. Е. Ферсмана, где прошел путь от младшего научного сотрудника до директора музея (1976—1980).
В 1975 году — защитил докторскую диссертацию.
Умер 30 августа 1980 года.
Старший научный сотрудника Ферсмановского музея Т. М. Павлова об Орлове:
Широко известный специалист по алмазам, знаток драгоценных и поделочных камней, увлеченный историей ювелирного искусства, он был прекрасным педагогом и великолепным рассказчиком, которому с огромным интересом внимали самые разные слушатели.
Минерал из группы слюд — орловит (KLi2Ti11F) назван в его честь.

## Научная деятельность
Специалист в области минералогии алмаза, драгоценных камней и музейного дела.
Совместно с рядом сотрудников тематической партии Всесоюзного геологического института (ВСЕГЕИ, Ленинград) принимал участие в составлении большой сводки по материалам изучения алмазов из месторождений Украины, Западной Сибири, Урала и Якутии.
Во время работы в музее принимал участие в научной разработке тематических экспозиций по процессам минералообразования, драгоценным и поделочным камням, синтетическим минералам; участвовал в научно-пропагандистской работе, читал лекции и проводил экскурсии для студентов высших учебных заведений и специалистов.
Способствовал пополнению музейной коллекции алмазов и драгоценных камней, причем, причем не только количественно, но и расширилась география месторождений поступивших минералов.
В 70-е годы руководил в музее рядом научных работ по исследованию природных драгоценных камней и сингенетических включений в них методами ЭПР и ЯМР — спектроскопии (электронный парамагнитный и ядерный магнитный резонансы) с целью определения принадлежности драгоценных кристаллов к тому или иному генетическому типу месторождений.
Принимал активное участие в составлении справочника «Минералы» под редакцией академика Ф. В. Чухрова (автор 16 статей по разделам «силикаты» и «галоиды»), автор ряда статей для справочника «Новые конструктивные материалы» издательства «Большая Советская Энциклопедия».
Разработал научную основу для инструкции «Технические условия промышленных категорий кристаллов алмаза», являвшейся документом, по которому производилась промышленная сортификация кристаллов алмаза, а также руководил исследованиями по разработке объективных методов диагностики природных драгоценных камней и отличия их от синтезированных аналогов и различных имитаций.
Под его началом разрабатывались методы диагностики драгоценных и поделочных камней в художественных ценностях, которые хранятся в главных сокровищницах России — в Новгородском Кремле, Эрмитаже, Загорском музее.
Автор более 50 опубликованных работ по алмазной тематике, в том числе трех монографий, трех авторских свидетельства на изобретение способов предварительной обработки бриллиантового сырья и защиты алмазов от коррозии при изготовлении алмазных инструментов.
Создатель классификации природных алмазов:
- Разновидность I — прозрачные кристаллы в форме октаэдра или более сложной, искаженной (додекаэдр), бесцветные или желтоватые. Под внешним воздействием приобретают пятнистость зелёного или бурого цветов. Кристаллы первой разновидности количественно преобладают над другими разновидностями среди алмазов всех месторождений. Например, на Урале кристаллы этой разновидности составляют до 98—99 % от общего числа алмазов;
- Разновидность II — прозрачные кристаллы кубической формы с интенсивной янтарно-желтой и зелёной окраской. Как правило, встречаются редко. В нашей стране в небольшом количестве обнаруживаются среди алмазов из россыпей Урала, Приленской и Анабарской областей;
- Разновидность III — полупрозрачные, бесцветные или в различной степени серые или почти черные непрозрачные камни. Обладают кубической и реже комбинационной формой (октаэдр + ромбододекаэдр + куб), но вместе с тем сильно отличаются внешним обликом, внутренним строением и свойствами от кубических кристаллов других разновидностей. В нашей стране встречаются среди алмазов из трубок «Удачная» и «Мир»;
- Разновидность IV — так называемые алмазы в оболочках, у которых внешняя зона (обычно мутная, молочно-белая, сероватая или в различной степени окрашенная в жёлтый или зелёный цвет) сильно отличается от внутреннего ядра (чаще всего — в виде прозрачного кристалла). Имеют обычно форму октаэдра или куба. На Урале отсутствуют, но не редки в месторождениях Якутии;
- Разновидность V — темные или совершенно черные из-за примесей графита кристаллы с прозрачной и бесцветной центральной частью. Обычно имеют форму октаэдра. Часто находятся в россыпях Приленской и Анабарской областей.

### Научно-организационная деятельность
- член Научного совета по алмазам Госкомитета по науке и технике при Совете министров СССР, Совета по проблеме «Сверхтвердые синтетические и природные материалы и высокоэффективные инструменты из них», Межведомственной комиссии по отбору материалов в Алмазный фонд СССР, а также ряда других комиссий Академии наук и Министерства финансов СССР;
- член Совета Президиума Академии наук по международным связям.

## Награды
- Два ордена «Знак Почёта» (1971, 1973)
- Премия имени А. Е. Ферсмана (1967) — за монографию «Морфология алмаза», издание 1963 года